# 库尔特莫
库尔特莫（法語：Courtemaux，法語發音：[kuʁtəmo]）是法国卢瓦雷省的一个市镇，属于蒙塔日区。

## 地理
库尔特莫（48°3'1"N, 2°56'3"E）面积12.19 平方千米，位于法国中央-卢瓦尔河谷大区卢瓦雷省，该省份为法国中北部省份，北起埃松省，西北接厄尔-卢瓦省，西南接卢瓦-谢尔省，南至涅夫勒省和谢尔省，东临约讷省，东北接塞纳-马恩省。
与库尔特莫接壤的市镇（或旧市镇、城区）包括：尚特科克、埃尔沃维尔、卢祖埃、梅兰维尔、埃尔穆瓦地区拉塞尔、托拉耶、拉塞勒叙勒比耶。

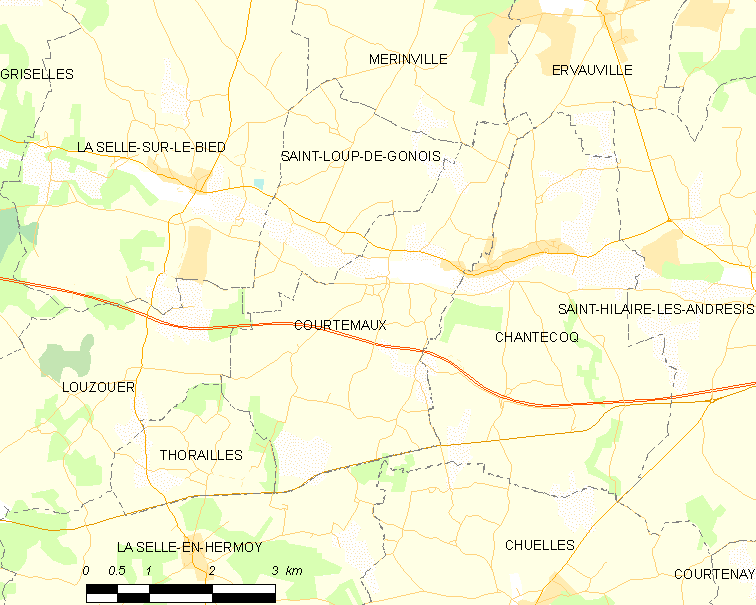
库尔特莫的OSM定位图

库尔特莫的时区为UTC+01:00、UTC+02:00（夏令时）。

## 行政
库尔特莫的邮政编码为45320，INSEE市镇编码为45113。

## 政治
库尔特莫所属的省级选区为库特奈县。

## 人口

1962-2008年间库尔特莫人口变化图示

库尔特莫于2022年1月1日时的人口数量为263人。